# Tatakamotonga (Distrikt)
Tatakamotonga  ist einer der sieben Distrikte der Division Tongatapu im Königreich Tonga im Pazifik.

## Geographie
Der Distrikt ist der südöstlichste Distrikt des Tongatapu-Atolls und erstreckt sich von der zentralen Lagune bis zum Houma Toloa (Cook Point, Tuʻalikutonga beach) im Süden. Im Westen schließt sich von Fuaʻamotu Beach an der Distrikt Vaini an. Der Distrikt grenzt im Norden an den Distrikt Lapaha.

## Bevölkerung
Zum Distrikt gehören mehrere Siedlungen:
| Dorf            | Einwohner (2021) |
| --------------- | ---------------- |
| Tatakamotonga   | 1840             |
| Holonga         | 518              |
| Pelehake        | 885              |
| Fuaʻamotu       | 1675             |
| Nakolo          | 405              |
| Haʻasini/Hamula | 886              |
| Lavengatonga    | 365              |
| Haveluliku      | 202              |
| Fatumu          | 416              |